# 李彦弼
李彦弼（？—903年2月6日），唐朝末年将领，本名董从实，后赐名。又作董彦弼。

## 救驾得宠
光化三年（900年）十一月，左右神策军中尉刘季述、王仲先政变废黜唐昭宗，矫诏立皇太子李𥙿为皇帝，将唐昭宗、何皇后等锁于东宫。时任护驾盐州雄毅军使孙德昭、右军清远都将董从实贪赃五千缗，王仲先当众辱之，督其偿还，株连甚广。十二月，宰相崔胤趁机派宾客联络孙德昭反正以大功脱小罪。孙德昭遂结连右军清远都将周承诲与董从实，共谋趁夜伏兵安福门外。四年（901年）正月，杀王仲先，携其首级到东宫门，呼道：“逆贼王仲先已斩首完毕，请陛下出宫慰谕兵士。”宫人破锁，昭宗与何皇后才得出，昭宗遂复位，改元天复。当月，以董从实为容州刺史、容管节度等使（遥领），检校司徒、同平章事，赐名李彦弼，孙德昭、周承诲亦被进为同平章事，赐名李继昭、李继诲，三人都赐号扶倾济难忠烈功臣，各加实封一百户，绘图凌烟阁，留宿卫十天才让他们回家，竭尽内库珍宝以赐之，时人合称“三使相”，位极人臣，恩宠无比，且都成为凤翔节度使李茂贞养子。

## 恃宠为乱
崔胤与另一宰相陆扆上言，要代替宦官掌握神策军，昭宗对此没有作出决断。李茂贞听说此事后非常生气。唐昭宗召见李继昭、李继诲、李彦弼共同商议，三人都说：“臣等世代在军中，未闻书生为一军之主；若以军权属南司（唐称宰相的治事之所），必多有变更，不若属北司（唐称内侍省）才方便。”昭宗对崔胤、陆扆说：“将士的意思不欲归属文臣，卿等不要执意请求了。”
后来，三使相都稍稍依附宦官神策军左中尉韩全诲、枢密使周敬容，都忌恨崔胤。八月，韩全诲等害怕被诛杀，与李继诲、李彦弼及李茂贞留宿京城的养子李继筠勾结谋作乱，还想勾结李继昭，但李继昭没有答应。一日昭宗问翰林学士韩偓外间事，韩偓对道：“只听闻敕使忧惧，与功臣及继筠交结，将为不安之事，也不知道其是否果然。”昭宗说：“这不虚啊。近日继诲、彦弼等说话渐渐倔强，令人难耐。”韩偓劝昭宗将罪状明显的数人流放，其余许其自新，或可平息。昭宗认可，但当时韩全诲、右中尉张彦弘及李彦弼勾结恣意暴行，宦官倚仗他们自骄，不遵敕旨；昭宗虽对宦官作斥逐，派他们出使监军、黜退守陵，他们都不肯离开，昭宗无可奈何，崔胤坚请尽诛之。李彦弼诬陷韩偓和另一翰林学士令狐涣泄露宫中、三省言语，不可共同谋政，昭宗怒道：“卿有官属，早晚议事，奈何不欲我见学士？”九月，李继昭等还在殿中饮酒自若，昭宗怒，又对韩偓说：“继诲、彦弼等人愈发骄横，几日前与继筠同入，就在殿东令小儿唱歌助酒，令人惊骇。”韩偓答：“三使相有功，不如厚与金帛官爵，别使他们干预政事。现在宰相不得决断，凡继昭等人所奏必听从。他日突然再改，则人人生怨。”昭宗只能不快忧心。十月，韩全诲闻宣武军节度使朱全忠发兵将至，令李继诲、李彦弼等勒兵劫昭宗，请其幸凤翔，昭宗遣赵国夫人宠颜出宫对韩偓说：“近来彦弼等人无礼已极，欲召卿对，看来不可以了。”十一月，李彦弼见昭宗将被劫往凤翔，愈发乖戾，在宫中严苛地索要钱物。李彦弼先入凤翔，韩全诲等将昭宗从乞巧楼逼下，昭宗才走到寿春楼，李彦弼就纵火烧宫城。李继诲、李彦弼并欲劫百官随驾，因李继昭等按兵护卫，百官得免。
朱全忠以勤王为名攻凤翔。天复二年（902年）十二月，昭宗召李茂贞、韩全诲、李彦弼及宰相苏检、李茂贞养子李继岌、李继忠吃饭并商议，已决定和谈，又被宦官阻止作罢。

## 伏诛
天复三年（903年）正月，李茂贞请求与朱全忠和解，于是昭宗先诛杀韩全诲等，再斩李继筠、李继诲、李彦弼，及内诸司使韦处廷等十六人，三人辎重为李茂贞所取，李茂贞遂与朱全忠讲和并将昭宗交给朱全忠。